# Ehrhart Neubert
Ehrhart Neubert (Herschdorf, 2 de agosto de 1940-17 de noviembre de 2024) fue un pastor protestante y teólogo alemán.
Durante su última década, emergió como un oponente del gobierno de Alemania Oriental, convirtiéndose en miembro de la Liga de Iglesias Evangélicas en la República Democrática Alemana. Desde el colapso del régimen político de Alemania Oriental en 1989/90, ha participado de manera destacada en comités y como autor que busca hacer frente a la pasada dictadura del SED.

## Vida
Neubert nació en la familia de un pastor protestante en 1940 en Herschdorf, un pueblo cerca de Erfurt en el centro-sur de Alemania. Creció cerca de  Großenbehringen. Entre 1958 y 1963 estudió teología en la Universidad de Jena. Después de 1964 trabajó en Niedersynderstedt al principio como vicario y luego como pastor de la parroquia. Desde 1973 compaginaba sus deberes parroquiales con el trabajo como capellán estudiantil (“Studentenpfarrer”) en la cercana Weimar. En 1976, probablemente por consejo de Robert Havemann entró en la Unión Demócrata Cristiana (CDU, por sus siglas en alemán) de la Alemania del Este, en aquel entonces uno de los llamados "partidos de bloque" controlados por el gubernamental Partido Socialista Unificado de Alemania (SED) a través de una organización llamada  Frente Nacional. En 1984 Neubert salió de la CDU. En 1984 se hizo secretario de sociología comunitaria en el departamento de Estudios de Teología de la Liga de Iglesias Evangélicas de la Alemania Oriental (Bund der Evangelischen Kirchen in der DDR), con sede en Berlín.
A partir de 1967, Ehrhart Neubert también participó en varios grupos de discusión informales, centrándose en la teología, la sociología y la interfaz entre ellos. Simpatizaba con las demandas de derechos civiles de Robert Havemann, quien era visto por el régimen como un disidente político de alto perfil. En 1979 Neubert tomaba parte activa en Grupos de paz de la asociación de estudiantes evangélicos y, durante la década de 1980, en otros círculos de paz. Se encontró cada vez más en conflicto tanto con las autoridades estatales como con los liderazgos intrínsecamente colaboracionistas de las iglesias evangélicas oficiales que estaban deseosas de mantener un nivel de reconocimiento y tolerancia para la Iglesia. Neubert también creó una serie de estudios teológicos y sociológicos cuasipolíticos: parte de su trabajo apareció en Alemania Occidental bajo el seudónimo "Christian Joachim".
Durante la Revolución pacífica de Alemania del Este, Neubert fue cofundador del movimiento Despertar Democrático, fundado en 1989 en su apartamento. Contribuyó al programa del nuevo partido y se desempeñó como su primer vicepresidente. Representó a Despertar Democrático en varias de las sesiones de la mesa redonda de la Alemania Oriental y sirvió en varias comisiones de investigación relacionadas. Una compañera activista (relativamente) joven en el Despertar Democrático fue Angela Merkel, que más tarde llegaría a ser Canciller de Alemania. Al descubrir que simpatizaba en ese momento con un cambio hacia la derecha política, en enero de 1990 Neubert renunció al Despertar Democrático, pero Merkel se quedó. Tras la reunificación alemana, que tuvo lugar formalmente en el otoño de 1990, en 1992 se hizo miembro de la sección de Brandenburgo de la Alianza 90 (un partido político).
En 1976 la Stasi había intentado, sin éxito, reclutar a Neubert: 16 años después, como miembro de la iniciativa "Ley y reconciliación", Neubert defendió los derechos de las víctimas de la Stasi y el trato justo y coherente de los involucrados en las interacciones infinitamente complejas de la Stasi y las iglesias protestantes en la antigua Alemania Oriental. En 1992, el grupo de la Alianza 90 en el parlamento regional de Brandeburgo lo nombró miembro del comité de investigación de Stolpe, el cual concluyó su trabajo en 1994 (aunque muchos de los asuntos que investigó no se descartaron tan rápidamente). En 1996, Ehrhart Neubart se reincorporó a la Unión Demócrata Cristiana de Alemania (CDU). Ese mismo año, a la edad de 46 años, recibió su doctorado en la Universidad Libre de Berlín por una disertación sobre la historia de la oposición política en la República Democrática Alemana de 1949 a 1989. En 1998 se publicó el trabajo, reempaquetado en un volumen de aproximadamente 1000 páginas.
En 1997, Neubert asumió un puesto en la Comisión Federal para los Archivos de la Stasi y se hizo cargo del departamento de investigación y educación de la agencia. Junto con el comisionado de la agencia en ese momento, Joachim Gauck, Neubert compiló la contribución alemana a la versión en alemán de El libro negro del comunismo, escribiendo el capítulo titulado "Politische Verbrechen in der DDR" ("Crímenes políticos en la RDA"). En otros lugares, ha realizado numerosas contribuciones escritas sobre la resistencia y la oposición, y la posición de las personas e instituciones religiosas en la antigua Alemania Oriental. En 1998 fue cooptado como miembro de la junta de la Fundación Federal para la reevaluación de la dictadura del SED ("Bundesstiftung zur Aufarbeitung der SED-Diktatur"). Para entonces ya se había convertido, en 1996, en miembro fundador de la Bürgerbüro, una organización con sede en Berlín para proporcionar asesoramiento y apoyo prácticos y psicológicos a las víctimas de dicho partido y posteriormente fue presidente de la organización tras la muerte de Bärbel Bohley.
Erhart Neubert se retiró en 2005, pero todavía se desempeña como pastor luterano en Limlingerode. Se casó con Hildigund Falcke en 1987: comparte su experiencia como activista de la oposición en Alemania Oriental con conexiones con la iglesia evangélica, y también comparte su compromiso desde 1990 de investigar y registrar la tiranía comunista. Asimismo ha sido durante diez años comisionado estatal de registros de la Stasi en Turingia.